# منتخب سلوفينيا للكرة اللينة للسيدات
منتخب سلوفينيا للكرة اللينة للسيدات هو ممثل سلوفينيا الرسمي في المنافسات الدولية في الكرة اللينة للسيدات .